# Surulere Stadium
Das Surulere Stadium (auch Lagos National Stadium) ist ein Fußballstadion mit Leichtathletikanlage in der nigerianischen Stadt Surulere im Bundesstaat Lagos. Es ist nur wenige hundert Meter vom Teslim-Balogun-Stadion entfernt.

## Geschichte
Es wurde 1972 zur Ausrichtung der Panafrikanischen Spiele 1973 fertiggestellt. Bei der Eröffnung bot die Anlage 45.000 Plätze, bei einem Umbau 1999 wurde es auf 55.000 Plätze erweitert.
Im Surulere Stadium fanden bis 2001 diverse internationale Fußballspiele und -turniere statt. Seit 2002 verfällt der Bau zunehmend, 2004 fand letztmals ein Spiel der nigerianischen Fußballnationalmannschaft hier statt. Heute finden gelegentlich religiöse Versammlungen im Surulere Stadium statt. Zeitweise wurde das Stadion von den Area Boys besetzt. 2009 wurden erste Versuche seitens des Staates unternommen, es wieder herzurichten und zu nutzen.
Zweimal war das Stadion Spielort des Afrika-Cup 1980 fanden insgesamt neun Spiele, darunter das Finale, im Stadion statt. Beim Afrika-Cup 2000 wurden ebenso neun Partien und wiederum das Finale im Surulere Stadium ausgetragen. 1999 war die Sportstätte einer der Spielorte bei der Junioren-Fußballweltmeisterschaft, wobei hier sechs Vorrundenspiele, je ein Achtel-, Viertel- und Halbfinalspiel sowie das Spiel um Platz 3 und das Endspiel stattfanden.